# PowerDVD
PowerDVD(パワーディーブイディー)は、サイバーリンクが開発・販売するメディアプレーヤー。
DVD(DVD-Video、DVD-VR)、Blu-ray Disc(BDMV、BDAV)、Blu-ray 3D、YouTube動画、地上波デジタル放送を録画したCPRM対応ディスク、AVCHD、AVCRECなど多様な動画を再生することができる。
2010年4月、PC用Blu-ray 3D再生ソフトウェアとして世界で初めてBlu-ray Disc アソシエーションの正式認証を取得している。

## 主な機能
動画再生
- DVD、Blu-ray Disc、Blu-ray 3Dなど、各種ディスクの再生。
- MP4、Flash Video、AVCHDなどの動画ファイルを再生。
- 地上波デジタル放送などを録画したCPRM対応ディスクの再生。
- DLNA、DTCP-IPによるストリーミング再生。
- 倍速再生
- 字幕2つを同時表示（バイリンガルキャプション）。
- Dolby TrueHD及びDTS-HD Master AudioをHDMI1.4経由でロスレスパススルーを行い、外部のアンプとサウンドシステムで音声を出力。

画質補正・音声補正
- 標準画質の映像をHD画質に変換。
- YouTube動画をTrueTheater技術で高画質に変換して再生。
- 動画のフレームレートを最大72fpsまで拡大させ、滑らかに動画を再生。
- 手ブレを補正して、揺れを抑えた安定した画質に変換して再生。
- 薄暗い場所などで撮影したビデオに発生しやすいノイズを抑え、輝度の調整を行い再生。
- 動画の視聴環境に応じてサウンドを最適な音響状態に調節する。

ワイヤレス対応
- iPhone、Android端末をPowerDVDのリモコンにして遠隔操作。
- iPhone、Android端末で撮影した動画や写真をワイヤレスでPCで保存またはストリーミング再生。
- 地上デジタル放送を録画した番組などコピー保護技術により保護された動画をDTCP-IP経由でストリーミング再生。
- DLNA対応したメディアサーバー機能を持つテレビやレコーダーなどの機器内のコンテンツをワイヤレスでPCに保存またはストリーミング再生。

ソーシャルメディア対応
- YouTube、Facebookへ動画をアップロード。
- YouTube、Facebook、Flickrの動画と写真を視聴。
- DVD視聴時にTwitterとFacebookにコメント追加。

写真と音楽
- スライドショー作成。
- 3Dデジタル写真および通常画像を表示[2]。
- ミュージックライブラリ機能で音楽ファイルを管理および再生[3]。

## サポート期間
サイバーリンク製品は2世代後の製品が発売された半年後にサポートを終了すると公表している。実際はそれよりも後でもアップデートが提供される場合もあるが、保証されているものではない。
AACSの更新が行われないと、サポートが終了した以降に発売されたAACSで保護されたBlu-rayディスクは再生できない場合がある。

## 日本における販売元
初期のバージョンはノバックやInfoMagicなど複数の会社からパッケージが発売されていた。
PowerDVD2000からは台湾CyberLink Corp.と吉田宣也の共同出資により設立された日本法人サイバーリンク株式会社からパッケージが発売されるようになった。
2005年3月末にサイバーリンク株式会社が解散し、新たに日本語パッケージを手がける国内総代理店としてサイバーリンク トランスデジタル株式会社が設立され、PowerDVD 6 Deluxe Super SurroundやPowerDVD 7は同社からパッケージが発売された。なお、OEM版は台湾CyberLink Corp.の100%子会社で新たに設立された日本支社サイバーリンク株式会社の名義となっていた。
PowerDVD 8以降はサイバーリンク株式会社からパッケージが発売されている。

## バージョン履歴
PowerDVD(Ver1.x)
- 1997年 最初のリリース（英語版）
- 1998年 Ver1.3発売
- 1999年4月14日 PowerDVD Ver1.5がノバックより発売[6][7]
- 1999年 Ver1.6発売

PowerDVD Ver2.x
- 1999年10月、「PowerDVD 2.0」発表。
- 1999年11月1日、ノバックが販売したパッケージ版Ver1.xユーザーにVer2.0への無償アップグレードが提供された[8]。
- 1999年11月22日、日本でInfoMagicから「PowerDVD Ver2.0」発売[9]
- 1999年12月末、台湾で「PowerDVD V2.5」発売[10]
- 2000年3月17日、日本でサイバーリンクから「PowerDVD2000」発売[11][12]。内容は後述の2.55相当。
- 2000年3月23日、台湾にてWindows 2000に対応したVer2.55へのアップデートをリリース。
- 2003年9月30日サポート終了。

PowerDVD 3
- 2000年11月6日、台湾にて「PowerDVD 3.0」発売[13]。
- 2000年11月2日、日本で「PowerDVD VR-X」発売[14]。PowerDVD2000の更新版の位置づけで、PowerDVD2000のユーザーは無償でアップグレードできた。
- 2005年8月31日サポート終了。

PowerDVD XP 4
- 2001年11月5日、台湾にて「PowerDVD XP4.0」発売[15]。「PowerDVD XP Deluxe」「PowerDVD XP Standard」「PowerDVD Basic」の3つのラインナップ。
- 2001年11月9日、日本でパッケージ版が発売。（もともとは10月26日発売予定[16]だったが延期された）。「PowerDVD XP」と「PowerDVD XP Pro」のラインナップ。日本版にはバージョンの数字がつかない。
- 2003年3月26日、DivX再生コーデックを追加した「PowerDVD XP DivX」「PowerDVD XP Pro DivX」、DTSデコーダやDVSにも対応した「PowerDVD XP SUPERPACK」のダウンロード販売開始[17]。
- 2003年4月4日、PowerDVD XPにDivXデコーダの機能拡張ディスクを同梱した特装パッケージを発売[17]。

PowerDVD 5
- 2003年6月18日、台湾にて発売[18]。
- 2003年6月27日、日本にてパッケージ版が発売[19]。「PowreDVD 5」「PowerDVD 5 Deluxe」の2つのラインナップ。
- 2003年11月14日、日本にてワイヤレスリモコンを同梱した「リモコン版」が発売[20]。オンライン限定でリモコン単体販売も行われる。
- 2004年4月23日、日本にてCPRMメディアに対応した「デジタル放送対応版」が発売[21]。同年4月16日から先行ダウンロード販売が開始。
- 2004年4月30日、日本にてソースネクストからPowerDVD 5の廉価版「PowerDVD Personal」が発売[22]。
- 2004年10月15日、Windows XP Media Center Edition 2005専用の「PowerDVD 5 for Media Center Edition 2005」がダウンロード販売開始[23]。

PowerDVD 6
- 2004年11月8日、台湾にて発売[24]。StandardとDeluxeの2種類のラインナップ。
- 2004年12月22日、日本でパッケージ版が発売[25][26]。ExpressとDeluxeの2種類のラインナップ。
- 機能のモジュール化も行なわれており、“PowerUpdate”としてオンラインアップデートで機能を追加できるようになっている。MPEG2 AAC パック、MPEG4 AVC パック、DVD-Audio パックなどの追加パックが発表された。
- 2005年9月30日、DTSサラウンド対応の「Deluxe Super Surround」を発売[27]。DeluxeにDTSパックとMPEG-2 AAC パックを同梱したものである。
- 2009年4月1日サポート終了。

PowerDVD 7
- 2006年5月4日、台湾にて発売[28]。ダウンロード版はStandardとDeluxeの2種類のラインナップ、パッケージ版はStandardとMaxの2種類のラインナップ。
- 2006年7月14日、日本では、ノートパソコンでの視聴に適した「PowerDVD 7 Deluxe モバイルシアター」を発売[29]。
- 2006年7月28日、日本では、廉価版の「PowerDVD7 Express」をソースネクストから発売[30]。
- 2006年8月4日、日本では、上位バージョン「PowerDVD 7 Deluxe デスクトップシアター」を発売[31]。
- 2006年11月2日、日本では、リモコンを付属した「PowerDVD 7 Deluxe デスクトップシアター リモコン版」が発売[32]。
- 2006年12月22日、台湾にてPowerDVD Ultraを発売[33]。Blu-ray DiscとHD DVDの再生に対応。
- 2007年3月30日、日本では、「PowerDVD7 Vista ハイビジョンシアター」が発売[34]。海外版「PowerDVD Ultra」をベースにハイエンドパソコンユーザー向けにチューンナップされた特別版と称し、Blu-ray DiscとHD DVDの再生に対応した[35]。
- 2008年1月8日、「PowerDVD Ultra」がBD-Video Profile 1.1の認証を取得[36]。
- 2008年4月11日、BD-Liveの再生に対応した[37]、のち6月にBD-Live対応の認証を正式に得る[38]。
- ATI Avivo、NVIDIA PureVideoのH.264アクセラレーション機能サポート。
- 新しいスキンとカラーを含む5つのインターフェースモード。
- ノートPC環境向けの省電力機能とバッテリ残量のオンスクリーン表示機能。
- UPnP機能のサポートとコンテンツ保護技術の実装。
- 2009年9月2日サポート終了。

PowerDVD 8
- 2008年4月14日よりダウンロード販売開始、日本ではパッケージ版が6月に発売[39]。
- DeluxeとUltraの2種類のラインナップ。
- UltraはBlu-ray DiscやAVCHD再生に対応している。このバージョンからHD DVDには非対応となった。
- オンラインコミュニティMoovieLiveを通した映画情報の共有機能を搭載。
- 2010年9月30日サポート終了。

PowerDVD 9
- 2009年3月2日よりダウンロード販売開始[40]、日本ではパッケージ版が4月17日に発売[41]。
- Standard、Deluxe、Ultraの3種類のラインナップ。
- TrueTheaterHD技術により標準画質の動画をHD画質に変換して再生。
- TrueTheaterMotion技術にてDVDビデオのフレームレートをアップコンバートして再生。
- HDMI1.3対応により、HDオーディオ形式のDolby TrueHD、DTS HD Master Audioを最高7.1チャンネルのロスレスオーディオで再生。
- 2011年10月サポート終了。

PowerDVD 10
- 2010年3月24日よりダウンロード販売開始[42]。日本ではパッケージ版が4月23日発売[43]。
- Standard、Deluxe、Ultraの3種類のラインナップ。
- ブルーレイ3D再生機能。
- TrueTheater3D技術による2D動画の3Dリアルタイム変換再生機能。
- 2チャンネルから8チャンネルオーディオに拡張しサラウンド音声再生。
- 字幕ファイルとしてsmi、ass、ssa、psb、srt、subファイルをサポート。
- Intel/NVIDIA/ATIの最新ハードウェアアクセラレーター最適化によるHD動画再生のパフォーマンス向上。
- 2013年8月サポート終了。UltraにはPowerDVD 11 Ultraへの無償アップグレードが提供され、継続してサポートを受けられる[44]。

PowerDVD 11
- 2011年4月21日ダウンロード販売開始、日本ではパッケージ版が4月28日発売[45]。
- Standard、Deluxe、Ultraの3種類のラインナップ。
- PowerDVD RemoteをiPhone、iPad、iPod Touch、Android端末にインストールしてスマートフォンから遠隔操作。
- iPhone、iPad、iPod Touch、Android端末やスレートPCで撮影した動画や画像をPCへワイヤレス転送して再生。
- DLNAに対応したメディアサーバー機能を持つテレビやレコーダーに記録された地上デジタル放送番組を含むコンテンツのストリーミング再生。
- YouTube、Facebook、Flickrの動画や写真を再生。
- YouTube動画を高画質に画質補正して再生。
- YouTube、YouTube 3D、Facebookへ動画のアップロード。
- 3Dデジタルカメラで撮影した3D写真の表示。
- HDMI 1.4経由での出力
- DTCP-IPに対応（Ultraのみ）
- WiDi出力対応
- ハード ドライブ中の非保護のブルーレイ ディスク フォルダーを再生[46]。
- サポート終了。

PowerDVD 12
- 2012年1月31日ダウンロード販売開始、日本ではパッケージ版が3月2日発売[47]
- Standard、Pro、Ultraの3種類のラインナップ。
- Blu-rayディスクの2Dから3Dのリアルタイム変換。
- マウスで指定した映像の特定の部分を最大4倍のサイズに拡大し再生。
- コンテンツのシーン検索を短時間で実行可能。
- モバイル機器に合わせて最適なビデオフォーマットを自動で選択・変換。
- YouTube動画の再生、Facebook、Flickrの友人の写真のブラウズやスライドショー再生。
- 2015年春、サポート終了。

PowerDVD 13
- 2013年4月2日ダウンロード販売開始、日本ではパッケージ版が4月12日発売[48][49]
- Deluxe、Pro、Ultraの3種類のラインナップ。
- ビルド5423よりWindows 10に対応。
- Blu-rayディスクでのバイリンガルキャプション対応。
- Blu-rayディスク再生開始の待ち時間を短縮（BD Live ネットワーク機能の無効化による）。
- 30秒スキップ再生・8秒逆スキップ再生。
- Blu-ray、フルHD動画への画質補正技術。
- ショートカットキー・マウスホイール操作対応。
- 字幕カスタマイズ（動画ファイルのみ）。
- DTS-HD 7.1ch 対応。
- 2015年10月サポート終了。

PowerDVD 14
- 2014年4月8日ダウンロード販売開始、日本ではパッケージ版が4月18日発売[50]
- Standard、Pro、Ultraの3種類のラインナップ。
- 購入者が無料で利用できるモバイルアプリPowerDVD Mobileの名称がPower Media Playerと改称された。
- ビルド6623よりWindows 10に対応。
- H.265(HEVC)動画の再生。
- ロスレスオーディオALAC形式対応。
- サイバーリンククラウドとの連携。
- WASAPIによるビットパーフェクト出力
- 2016年10月サポート終了。

PowerDVD 15
- 2015年4月14日ダウンロード販売開始、日本ではパッケージ版が4月17日発売[51]
- Standard、Pro、Ultraの3種類のラインナップ。
- Windows 10に対応。
- TrueTheater Color技術による、色彩の補正機能。
- ハードドライブもしくはネットワーク上のBlu-ray/DVDのイメージファイル(ISOイメージ)直接再生に対応。
- Intel/NVIDIAの最新ハードウェアアクセラレーターによるH.265再生のパフォーマンス向上。
- CD音声の取り込みに対応。
- UIカスタマイズに対応。
- 2017年10月11日サポート終了。

PowerDVD 16
- 2016年4月13日ダウンロード販売開始、日本ではパッケージ版が4月15日発売[52]
- Standard、Pro、Ultraの3種類のラインナップ。
- TVモードの追加。
- ChromecastやApple TV、Rokuへのメディア配信に対応。
- Miracast認定デバイス・ディスプレイでのメディア再生に対応。
- DSD音声出力に対応（事実上、ハイレゾ音源再生機能のサポート扱いとなる）。
- MKV動画ファイルでのFLACオーディオコーデック・MVC 3Dコーデックに対応。
- 2018年10月サポート終了。

PowerDVD 17
- 2017年4月11日ダウンロード販売開始、日本ではパッケージ版が4月14日発売[53][54]
- Standard、Pro、Ultraの3種類のラインナップ。
- Ultra HD Blu-rayの再生に対応。
- VRヘッドセットに対応。
- Windows 10でのHEVC/H.265の再生に対応。
- TrueTheater HDR変換機能が追加。
- 2019年10月サポート終了。

PowerDVD 18
- 2018年4月17日ダウンロード販売開始、日本ではパッケージ版が4月20日発売[55]
- Standard、Pro、Ultraの3種類のラインナップ。
- ウルトラワイドモニターに2.35:1のシネスコサイズの映像をフルスクリーン表示対応。
- Vimeoの360度動画に対応。
- 360度VR動画の再生時に最大3面のマルチビュー表示。
- WindowsMRヘッドセットに対応。
- ダウンロード提供の「Power Media Player MR」でYoutubeの360度コンテンツ再生に対応。
- Fire TVのメディアキャスティング機能が追加。
- UIカスタマイズ機能が追加
- 2020年10月サポート終了。

PowerDVD 19
- 2019年4月16日ダウンロード販売開始、日本ではパッケージ版が4月24日発売[56]
- Standard、Pro、Ultraの3種類のラインナップ。
- 8k解像度の動画再生に対応。
- VRヘッドセット使用時にVR映像とVRオーディオに対応。
- HEIF形式の対応。
- アニメーションGIF対応。
- Windows 10のHDR再生に対応
- UIの背景を登録した画像に自動的に切り替える機能を追加
- 2021年10月サポート終了。

PowerDVD 20
- 2020年4月14日ダウンロード販売開始、日本ではパッケージ版が5月15日発売[57]
- Standard、Pro、Ultraの3種類のラインナップ。
- このバージョンから3Dメディア再生機能は廃止された[58]。
- 2022年11月サポート終了。

PowerDVD 21
- 2021年4月15日ダウンロード販売開始、日本ではパッケージ版が4月23日発売[59][60]。
- Standard、Pro、Ultraの3種類のラインナップ。

PowerDVD 22
- 2022年5月12日ダウンロード販売開始、日本ではパッケージ版が5月24日発売[61]
- Standard、Pro、Ultraの3種類のラインナップ。
- 動画抽出ツールを搭載し、動画や音楽の任意の部分を抽出し、スマートフォンでの再生に適した形式に変換できる。
- 2023年10月以降、UHD BDメディア再生機能は廃止された[62]。

PowerDVD 23
- 2024年1月25日ダウンロード販売開始、日本ではパッケージ版が2月16日発売[63]
- Standard、Pro、Ultraの3種類のラインナップ。
- AI技術により音楽からボーカルのみを除去するカラオケ機能を搭載。キーの調整も可能。
- 超解像技術「VSR」に対応し、NVIDIA/IntelのGPUを用いた精細な動画のアップスケールが可能。

## OEM版
PowerDVDは光学ドライブに添付ソフトウェアとしてバンドルされるようなOEM版としての出荷も多い。
OEM版は製品版と同一のものではなく、いくつかの機能が制限されていることもある。ときにはOEM版のほうが機能が上であるケースもある。PowerDVD 10ではBlu-ray 3Dに対応し、2Dから3Dへのリアルタイム変換が新機能として発表されたが、同機能を搭載したPowerDVD 9もOEM版には存在する。
サポート期間も製品版とは異なり、製品版よりもサポート期間が短い場合も長い場合もある。製品版のサポートが先に終了した場合、OEM版のみサポートが継続提供される場合や、後継バージョンへの無償アップグレードが提供される場合もある。

## PowerDVD 365
2014年4月8日、バージョン14発売開始と同時に始まった、定額制サブスクリプションサービス。
PowerDVD Liveの名称で提供された。3か月契約と1年契約がある。契約期間中は常に最新バージョンの最高エディションのPowerDVDを追加料金なしで利用できる。
2020年4月からは名称をPowerDVD 365へ変更し、3か月契約は廃止された。2021年4月からは2年契約が選べるようになった。

## PowerDVD EXPERT
サイバーリンクが開発し、ソースネクストから発売されたPowerDVDの廉価版。
PowerDVD EXPERT
- 2005年5月20日発売[68]。
- プログラムバージョンは「PowerDVD 5」。Personalの上位版と位置付けている。

PowerDVD EXPERT 2
- 2008年3月7日発売[69]。
- プログラムバージョンは「PwerDVD 7」。

PowerDVD EXPERT 3
- 2010年7月2日発売[70]。
- 内容は「PowerDVD 9 Standard」と同一。

PowerDVD EXPERT 4
- 2011年9月22日にダウンロード販売開始、パッケージ版は10月21日発売[71]
- 内容は「PowerDVD 10 Standard」と同一。

PowerDVD EXPERT 5
- 2013年6月27日、「PowerDVD EXPERT 5 Blu-ray」のダウンロード販売開始、パッケージ版は9月6日発売[72]。
- 2013年8月8日、「PowerDVD EXPERT 5」のダウンロード販売開始、パッケージ版は9月6日発売。
- 内容は「CyberLink PowerDVD 12 Standard」「CyberLink PowerDVD 12 Pro」を一部変更し改題したもの。

## Linux版
2000年11月28日、「PowerDVD-Linux」を発表。
2004年5月28日発売のTurbolinux 10に「PowerDVD for Linux」がバンドルされた。
2008年10月13日、「PowerDVD Linux」を発表。

## スマートフォンおよびタブレット型端末対応アプリ

### Power Media Player
旧PowerDVD Mobile。
- 動画、音楽、画像ファイルをiOS、Android OS、Windows 8タッチUIの各端末機で再生。
- 携帯端末からPCへデジタルコンテンツをワイヤレスで再生・ダウンロード・共有。
- ワイヤレスでDLNA対応テレビに携帯端末内のコンテンツを出力。
- 携帯端末に保存された動画や写真をテレビにストリーム配信して大画面に出力。
- 画像をワンタッチで補正して、スライドショー再生。

### PowerDVD Remote
- iOS、Android OS対応端末機からPowerDVD 12をリモート操作し、DVD、Blu-rayなどを再生。
- 保存された動画や画像を、USB ケーブルなどで接続をせずに、直接PCにファイルを転送。
- タッチパネルをPCのマウスパッドとして利用可能。
- タッチパネルでピンチによる画像のズームイン・ズームアウト、回転などの操作が可能。

## 受賞歴
ベクターによるもの
- 第9回(2007年上半期) プロレジ大賞 特別賞 「PowerDVD7Vistaハイビジョンシアター」[77]
- 第11回(2008年上半期) ベクタープロレジ大賞 動画・DVD部門賞 「PowerDVD8」[78]
- 第13回(2009年上半期) Vectorプロレジ大賞 大賞「PowerDVD9 Ultra」[79]
- 第15回(2010年上半期) ベクタープロレジ大賞 動画・DVD・Blu-ray部門賞 「PowerDVD 10 Ultra」[80]
- 2011 プロレジ大賞 FINAL 動画・DVD/BDプレイヤー部門賞 「PowerDVD 10 Ultra」[81]
- ベクターPCショップ主催 PCソフトバトル『V-1』 Blu-ray・DVD・動画再生 部門賞「PowerDVD 11 Standard」
- 復活！第17回(2011年) Vectorプロレジ大賞 Blu-ray・DVD・動画再生 部門賞 「PowerDVD 12 Ultra」[82]
- 第20回(2013年上半期) Vectorプロレジ大賞 Blu-ray・DVD・動画鑑賞 部門賞 「PowerDVD 13 Ultra」[83]
- 第24回(2015年上半期) Vectorプロレジ大賞 Blu-ray・DVD・動画鑑賞 部門賞 「PowerDVD 15 Ultra」[84]
- 第26回(2016年上半期) Vectorプロレジ大賞 動画鑑賞 部門賞 「PowerDVD 16 Ultra 」[85]
- 第28回(2017年上半期) Vectorプロレジ大賞 準グランプリ 「PowerDVD 17 Ultra」[86]
- 第30回(2018年上半期) Vectorプロレジ大賞 動画鑑賞 部門賞 「PowerDVD 18 Ultra」[87]
- 第32回(2019年上半期) Vectorプロレジ大賞 動画 部門賞「PowerDVD 19 Ultra」[88]